# Tình trạng khẩn cấp Mã Lai
Tình trạng khẩn cấp Malaya (tiếng Mã Lai: Darurat Malaya) là một chiến tranh du kích kéo dài từ 1948-1960 tại Malaya giữa các lực lượng Thịnh vượng chung và Quân Giải phóng Dân tộc Malaysia (MNLA), cánh quân sự của Đảng Cộng sản Malaysia.
Tình trạng khẩn cấp Malaya là thuật ngữ mà chính phủ thực dân gọi xung đột, thuật ngữ của Quân Giải phóng Dân tộc Malaysia là Chiến tranh Giải phóng dân tộc kháng Anh. Các ngành đồn điền cao su và khai thác thiếc thúc đẩy việc sử dụng thuật ngữ "tình trạng khẩn cấp" do những thiệt hại của họ sẽ không được hãng bảo hiểm Lloyd's bồi thường nếu sử dụng thuật ngữ "chiến tranh".

## Chiến tranh du kích

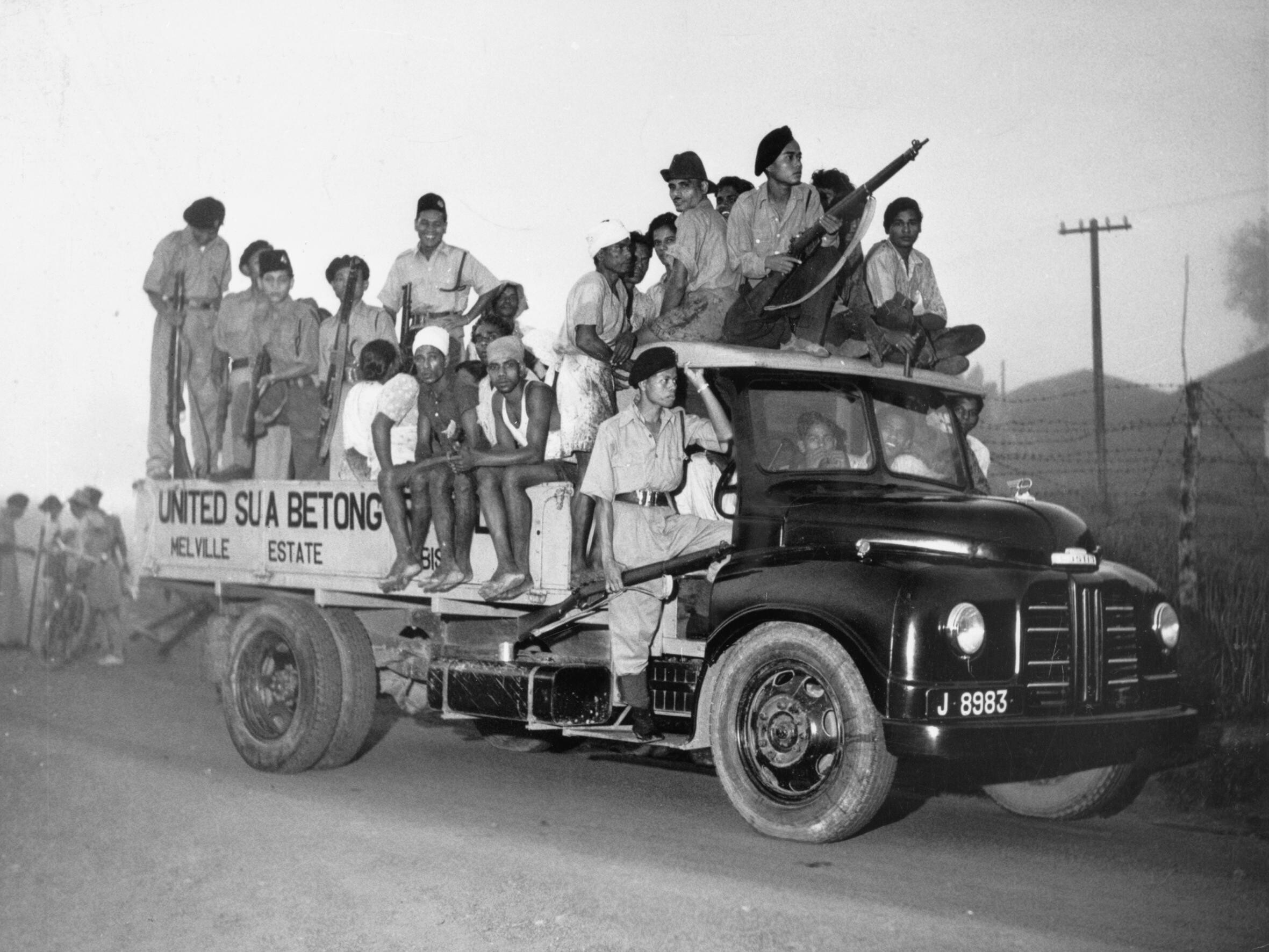
Công nhân trong một đồn điền tại Malaya đi làm dưới sự bảo hộ, 1950.

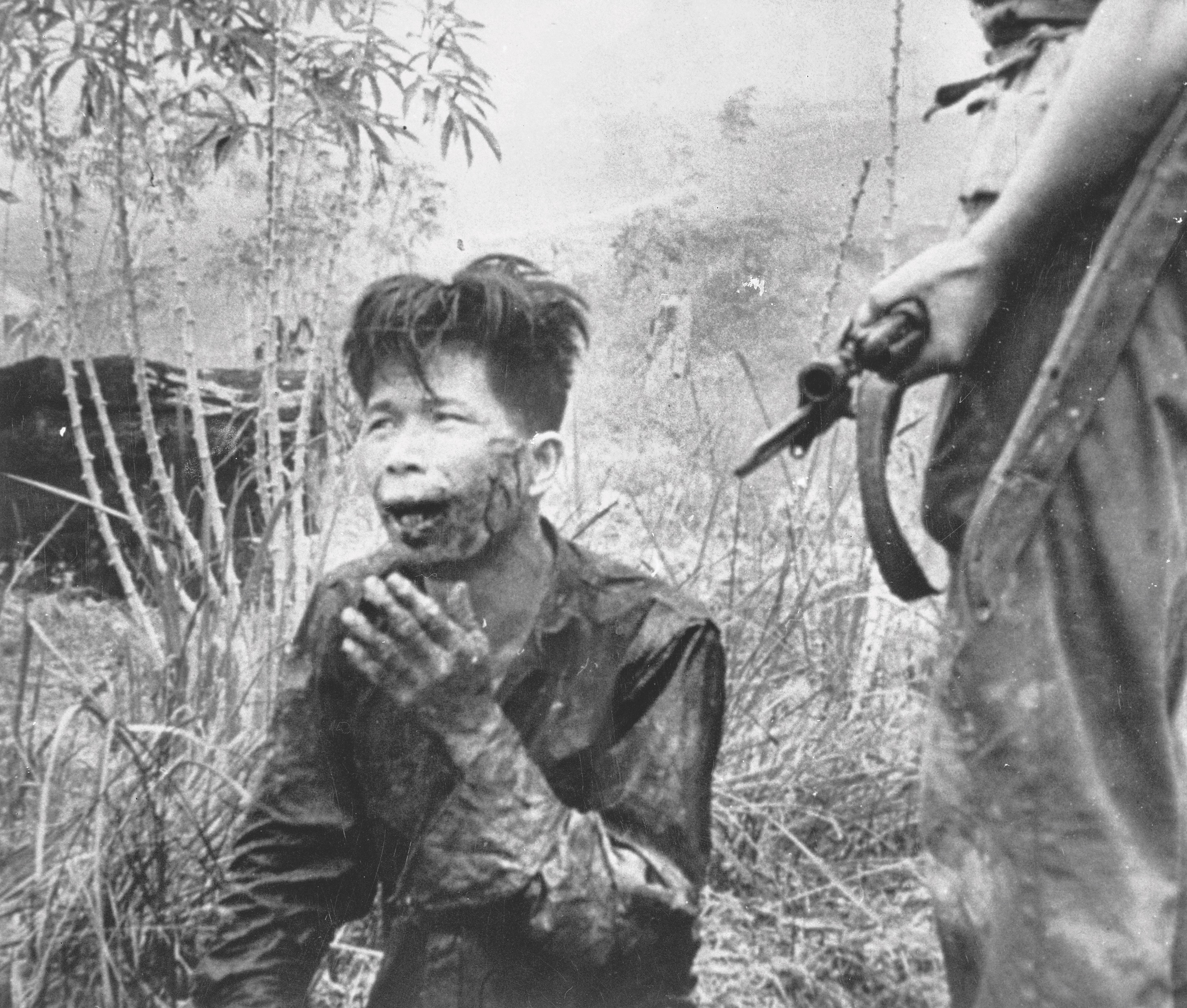
Một phiến quân bị thương đang bị cầm giữ và thẩm vấn sau khi bị bắt, năm 1952.